# Jacques Joseph Bréhier
Pour les articles homonymes, voir Bréhier.
Jacques Joseph Bréhier est un homme politique français né le 30 novembre 1800 à Saint-Hilaire-du-Harcouët (Manche) et décédé le 1er juillet 1872.
Sous-préfet sous la Monarchie de Juillet, il est député de la Manche de 1849 à 1851, siégeant à droite. Il se rallie au coup d’État du 2 décembre 1851 et devient membre de la commission consultative.

## Sources
- « Jacques Joseph Bréhier », dans Adolphe Robert et Gaston Cougny, Dictionnaire des parlementaires français, Edgar Bourloton, 1889-1891 [détail de l’édition]